# Battlefield Online
A Battlefield Online (koreaiul: 배틀필드 온라인, pethulphiltu onrain) egy ingyenes, többjátékos módban játszható belső nézetű lövöldözős játék, melynek fejlesztése a koreai Neowiz Games, az Electronic Arts és a Digital Illusions CE együttműködésével valósult meg, forgalmazását pedig a Neowiz Games végzi kizárólag Dél-Koreában. A játék a Battlefield 2 újrafeldolgozása, melynek megjelenítéséért a Battlefield 2142 alatt futó Refractor Engine 2 nevű grafikus motor felelt. A játék második, zárt bétatesztjében a játékosok maximális száma 100 volt, szemben a Battlefield 2 játékban lévő 64-es limittel. A játék nyílt bétatesztje 2010. március 30-án vette kezdetét.